# Partido de Carlos Tejedor
Partido de Carlos Tejedor är en kommun i Argentina.   Den ligger i provinsen Buenos Aires, i den centrala delen av landet, 400 km väster om huvudstaden Buenos Aires. Antalet invånare är 11 539.
Trakten runt Partido de Carlos Tejedor består till största delen av jordbruksmark. Runt Partido de Carlos Tejedor är det mycket glesbefolkat, med 2 invånare per kvadratkilometer.